# ToeJam and Earl III: Mission to Earth
ToeJam and Earl III: Mission to Earth est un jeu vidéo d'action-aventure et de plates-formes, développé par ToeJam & Earl Productions et Visual Concepts, et édité par Microsoft Game Studios en Europe et Sega en Amérique du Nord, sorti en Amérique du Nord le 23 octobre 2002 et en Europe le 7 mars 2003  sur Xbox. C'est le troisième jeu de la série ToeJam and Earl.
Le joueur se met dans la peau d'un des trois protagonistes extra-terrestres : ToeJam et Earl, déjà présents dans les deux premiers jeux de la série, et Latisha, un nouveau personnage. Tout en combattant des ennemis à l'aide de power-ups, le joueur cherche à rassembler les douze « Albums Sacrés du Funk » et à battre des antagonistes appelés Anti-Funks.
Les deux jeux ToeJam and Earl originels constituaient une franchise importante pour la Mega Drive, mais le développement d'un troisième jeu fut empêché par la médiocre performance commerciale de la console qui suivit, la Saturn. Une version de ToeJam and Earl III fut développée pour la Nintendo 64, puis une autre sur Dreamcast. Les deux versions furent annulées, mais la version Dreamcast fut portée sur Xbox et achevée sur cette console. À sa sortie, le jeu réalisa des ventes médiocres et obtint des critiques mitigées. Si certains critiques ont trouvé le gameplay du jeu innovant, son humour, sa bande-son et ses graphismes furent tant appréciés que raillés. Les avis étaient également partagés sur le plaisir procuré par le jeu et sa durée de vie. ToeJam and Earl III n'est pas rétro-compatible avec la Xbox 360.